# Liste der portugiesischen Botschafter im Kosovo
Die Liste der portugiesischen Botschafter im Kosovo listet die Botschafter der Republik Portugal im Kosovo auf. Die beiden Staaten gingen nach der portugiesischen Anerkennung der kosovarischen Unabhängigkeit 2008 diplomatische Beziehungen ein.
Erstmals akkreditierte sich 2009 der portugiesische Botschafter in Bulgarien als erster Vertreter Portugals im Kosovo. Eine eigene Botschaft eröffnete Portugal dort danach nicht, das Land gehört seither zum Amtsbezirk des portugiesischen Botschafters in Ungarn, der sich im Kosovo zweitakkreditiert (Stand 2019).

## Missionschefs
| Name                                   | Bild   | Akkreditierungsdatum           | Anmerkungen                                                                     |
| Kosovo                                 | Kosovo | Kosovo                         | Kosovo                                                                          |
| -------------------------------------- | ------ | ------------------------------ | ------------------------------------------------------------------------------- |
| Rui Alfredo de Vasconcelos Félix Alves |        | seit 2009                      | Botschafter mit Amtssitz Sofia, am 23. April 2009 in Pristina akkreditiert      |
| António Jorge Mendes                   |        | 26. April 2010 –3. Januar 2015 | Botschafter mit Amtssitz Budapest                                               |
| Maria José Teixeira de Morais Pires    |        | 24. Februar 2015 – 2019        | Botschafterin mit Amtssitz Budapest, am 27. April 2015 in Pristina akkreditiert |
| Jorge Ayres Roza de Oliveira           |        | seit 30. Dezember 2019         | Botschafter mit Amtssitz Budapest                                               |